# 龔芝
龔芝（1518年—？），字應生，號瑞山，浙江紹興府會稽縣人，民籍，明朝政治人物。

## 生平
嘉靖三十一年壬子科（1552年）順天府鄉試第三十九名舉人。嘉靖三十五年（1556年）中式丙辰科會試第六十二名，三甲第五十四名進士。大理寺观政，授广东南海县知县，三十八年升南京刑部主事，四十四年降调河南泌阳县知县，隆慶元年升福建漳州府同知。

## 家族
曾祖龔球，通判；祖父龔鍔，贈兵馬司指揮；父龔溥，兵馬司指揮。母金氏（贈孺人）；繼母朱氏（封孺人）。弟芹（巡检）、荩、萃、著。